# Unternehmensregister
Ein Unternehmensregister ist ein offizielles Verzeichnis von Unternehmen in einem Staat oder einem Staatenbund. Solche Register dienen der Publizität rechtlich wesentlicher Informationen und ihrer Bereitstellung für die Öffentlichkeit.
Viele national unterschiedliche Unternehmensregister in Europa fasst das European Business Register zusammen. Solche Zusammenfassung ist typisch für Unternehmensregister. Beispielsweise erfasst das Unternehmensregister von Tschechien auch staatliche Unternehmen und gemeinnützige Verbände, und jenes der Niederlande auch Regierungsstellen und Religionsgemeinschaften. Die Tradition solcher Register ist alt und geht beispielsweise in Spanien auf ein Schiffsregister und Flaggenregister aus dem Jahr 1737 zurück, dem im Jahr 1885 das dortige Handelsregister folgte.

## Deutschland
Das Unternehmensregister von Deutschland ist eine Datenbank und Website zur Recherche über deutsche Unternehmen, die im Auftrag der Bundesregierung seit 2007 betrieben wird. In Deutschland wird das Unternehmensregister von der Bundesanzeiger Verlag GmbH betrieben, welche zur DuMont Mediengruppe gehört.

### Inhalt des Unternehmensregisters
Das Unternehmensregister  (§ 8b Handelsgesetzbuch – HGB) ermöglicht einen zentralen Zugang zu den  Informationen aus dem Handelsregister, Genossenschaftsregister, Gesellschaftsregister und Partnerschaftsregister. Weil es nicht auf Gewerbe beschränkt ist, kann es beispielsweise auch eine Umwandlung einer Partnerschaft von Freiberuflern in eine GmbH aufzeigen. Letztlich agiert das Unternehmensregister dabei aber nur als Suchmaschine, welche die Ergebnisse konsolidiert bzw. als Vermittler: Die Informationen werden unmittelbar aus den jeweiligen Registern übermittelt (§ 8b Abs. 3 HGB). Die Register bleiben als solche (selbstständig) erhalten.
Neben den Registerdaten  bündelt das Unternehmensregister eine Reihe weiterer Informationen, insbesondere die Handelsregisterbekanntmachungen, Insolvenzbekanntmachungen und Veröffentlichungen im elektronischen Bundesanzeiger (etwa die Einberufung einer Hauptversammlung). Das Unternehmensregister erleichtert als zentrales Portal die Informationssuche (denn es werden alle Unternehmen nach Sitz, Firma, recherchierbar erfasst) und dient so dem Rechtsverkehr sowie dem Schutz von Gläubigern und Kunden. Im Unterschied zum Handelsregister besteht im Hinblick auf die Inhalte des Unternehmensregisters kein Vertrauensschutz – es entfaltet weder positive noch negative Publizität. Etwas anderes gilt nur, wenn über das Unternehmensregister auf die Originalregisterinformationen zugegriffen wird. Auch die Ad-hoc-Mitteilungen werden dort nur dokumentiert; es handelt sich nicht um eine Bekanntmachungsplattform.

### Rechtlicher Hintergrund
Eingeführt wurde das Unternehmensregister durch das Gesetz über elektronische Handelsregister und Genossenschaftsregister sowie das Unternehmensregister vom 10. November 2006. Es nahm zum 1. Januar 2007 den Betrieb auf. Seine Einführung  geht auf den Abschlussbericht der Regierungskommission Corporate Governance von 2001 zurück. Es dient zudem der Umsetzung europarechtlicher Vorgaben. Das Unternehmensregister  dient als „amtlich bestelltes System für die zentrale Speicherung vorgeschriebener Informationen“ i. S. v. Art. 17 Abs. 1a, 21. Abs. 2 der Transparenzrichtlinie und erfüllt das Erfordernis der „einen Akte“ i. S. v. Art. 3 Abs. 1 Publizitätsrichtlinie.
Mit Umsetzung der Richtlinie 2012/17/EU durch Gesetz vom 22. Dezember 2014 wurde in § 9b HGB auch die Rechtsgrundlage für den grenzüberschreitenden Zugang zu den im Unternehmensregister enthaltenen Rechnungslegungsunterlagen durch Vernetzung der nationalen Register im Europäischen Justizportal geschaffen.
Jahresabschlüsse von Geschäftsjahren, die nach dem 31. Dezember 2021 beginnen, sind gemäß dem Gesetz zur Umsetzung der Digitalisierungsrichtlinie (DiRUG) ans Unternehmensregister zu übermitteln.

### Organisation
Das Unternehmensregister wird vom Betreiber des elektronischen Bundesanzeigers, der Bundesanzeiger Verlag GmbH, betrieben. Recherchen über einzelne Unternehmen, Einsichtnahmen in Veröffentlichungen und Unternehmensträgerdaten sind kostenfrei; der Zugriff auf Auszüge aus amtlichen Registern (Handelsregister, Genossenschaftsregister, Partnerschaftsregister) ist auch über das Unternehmensregister kostenfrei. Datenübermittlungen ins Unternehmensregister erfolgen primär durch den Betreiber des elektronischen Bundesanzeigers (hausintern). Die  Bundesländer liefern Indexdaten, durch welche ein Zugriff auf die Originalregisterdaten ermöglicht wird; teilweise (Bekanntmachungen) wird auch der Volltext geliefert. An der Börse gehandelte Unternehmen müssen selbst oder durch beauftragte Unternehmen u. a. ihre Ad-hoc-Mitteilungen oder Informationen über Eigengeschäfte von Führungskräften und Stimmrechtsanteile veröffentlichen.